# 因皮里爾鎮區 (密蘇里州傑佛遜縣)
因皮里爾鎮區（英語：Imperial Township）是位於美國密蘇里州傑佛遜縣的一個行政鎮區。

## 地方資料
因皮里爾鎮區的面積為110.20平方千米，當中陸地面積為109.74平方千米，而水域面積為0.46平方千米。根據2020年美國人口普查的數據，當地共有人口25658人，而人口密度為每平方千米232.83人。